# IBATIS
iBATIS — фреймворк, що автоматизує взаємодію між базами даних SQL і об'єктами Java, .NET і Ruby On Rails. Взаємодія з SQL-сервером відокремлена від логіки програми шляхом декларації SQL-запитів в окремих конфігураційних файлах у форматі XML. В результаті істотно скорочується кількість коду у порівнянні з доступом до реляційної бази даних з використанням API нижчого рівня, наприклад JDBC чи ODBC.
Інші схожі фреймворки, такі як Hibernate, дозволяють створення об'єктної моделі користувачем, з якої може бути автоматично згенеровано схему бази даних. iBatis застосовує зворотний підхід: розробник починає з SQL бази даних, а iBatis автоматизує створення об'єктів. Обидва підходи мають свої переваги, і iBatis — хороший вибір, якщо розробник не має повного контролю над базою даних.

## Використання
Припустимо, існує таблиця бази даних з назвою PRODUCT (PROD_ID INTEGER, PROD_DESC VARCHAR(64)) і Java-клас com.example.Product (id: int, description: String). Щоб мати можливість шукати запис за значенням поля PROD_ID та отримувати результат у об'єкті Product, до конфігураційного XML-файл iBatis треба додати код:
```
    
<select
 
id=
"getProduct"
 
parameterClass=
"java.lang.Long"
 
resultClass=
"com.example.Product"
>

 	
select
 
PROD_ID
 
as
 
id,

               
PROD_DESC
 
as
 
description

          
from
 
PRODUCT

         
where
 
PROD_ID
 
=
 
#value#

    
</select>

```

В Java-програмі новий об'єкт для продукта з ідентифікатором 123 може бути отриманий з бази даних так:
```
    
Product
 
resultProduct
 
=
 
(
Product
)
 
sqlMapClient
.
queryForObject
(
"getProduct"
,
 
123
);

```

## Статус проєкту
Проєкт неактивний з 16 червня 2010 року. 19 травня 2010 року команда розробників вирішила продовжувати розробку на Google Code [1] під новим іменем MyBatis.